# Kin : Le Commencement
Pour les articles homonymes, voir Kin.
Pour plus de détails, voir Fiche technique et Distribution.
Kin : Le Commencement (Kin) est un film de science-fiction américain coécrit et réalisé par Jonathan Baker et Josh Baker, sorti en 2018. Les réalisateurs adaptent ici leur propre court métrage, Bag Man, présenté pour la première fois au festival South by Southwest en 2015.

## Synopsis
Jimmy vient de sortir de prison où il a passé six ans. Il retrouve son père Hal et son petit frère adoptif Elijah (dit Eli). Durant son incarcération, sa mère est morte, et aucun des trois ne parvient à surmonter cette perte. Jimmy envisage au début de trouver un travail honnête, mais son passé le rattrape, sous la forme de Taylor et son frère, deux gangsters auxquels il doit une forte somme (60 000 dollars). Durant ce temps, Eli, qui explore des bâtiments abandonnés à la recherche de vieux métaux pour les revendre, tombe dans une usine en ruine sur plusieurs cadavres en armures futuristes, et des armes inconnues. Il prend la fuite, en ramenant chez lui une de ces armes. Après un cambriolage qui tourne mal, Hal est tué sous les yeux de Jimmy, qui parvient à s'échapper et prend la fuite avec Eli et le butin. Ils sont traqués sans relâche par Taylor, assoiffé de vengeance car Jimmy a tué son frère. Jimmy et Eli ont également à leurs trousses des agents fédéraux et des soldats venus d'un autre monde. Ils ont cependant un atout dans leur jeu : l'arme futuriste ayant appartenu à ces mystérieux soldats.

## Fiche technique
Sauf indication contraire, les informations mentionnées dans cette section peuvent être confirmées par la base de données cinématographiques IMDb,  présente dans la section « Liens externes ».
- Titre original : Kin
- Titre français : Kin : Le Commencement
- Réalisation : Jonathan Baker et Josh Baker
- Scénario : Daniel Casey, Jonathan Baker et Josh Baker, d'après le court métrage Bag Man de Jonathan Baker et Josh Baker
- Décors : Ethan Tobman
- Costumes : Lea Carlson
- Photographie : Larkin Seiple
- Montage : Mark Day
- Musique : Mogwai
- Production : Jeff Arkuss, Dan Cohen, David Gross, Shawn Levy et Jesse Shapira

Producteurs associés : Eric Bodge et Chantelle Kadyschuk
- Sociétés de production : 21 Laps Entertainment et No Trace Camping ; Lionsgate (coproduction)
- Sociétés de distribution : Summit Entertainment (États-Unis), SND (France)
- Budget : 30 millions de dollars[2]
- Pays d'origine :  États-Unis
- Langue originale : anglais
- Format : couleur
- Genre : science-fiction, action
- Durée : 104 minutes
- Dates de sortie[3] :
  - France : 29 août 2018
  - États-Unis : 31 août 2018

## Distribution
- Myles Truitt (VF : Kylian Trouillard) : Elijah « Eli » Solinski
- Jack Reynor (VF : Julien Allouf) : Jimmy Solinski
- James Franco (VF : Anatole de Bodinat) : Taylor Balik
- Zoë Kravitz (VF : Déborah Krey) : Milly
- Dennis Quaid (VF : Bernard Lanneau) : Hal Solinski
- Carrie Coon (VF : Josy Bernard) : Morgan Hunter
- Romano Orzari (VF : Emmanuel Karsen) : Lee JacAbs
- Michael B. Jordan (VF : Jean-Baptiste Anoumon) : Male Cleaner
- Gavin Fox : Dutch Balik

## Production
En août 2016, il est révélé que Myles Truitt, Jack Reynor, James Franco, Zoë Kravitz et Dennis Quaid feront partie de la distribution de Kin, un film écrit et réalisé par Jonathan et Josh Baker et basé sur leur court métrage, Bag Man,. Shawn Levy et Dan Cohen de 21 Laps Entertainment produisent le film avec la participation de No Trace Camping. En septembre 2016, Lionsgate acquiert les droits de Kin pour 30 millions de dollars lors du Festival international du film de Toronto.
Le tournage débute le 24 octobre 2016 à Toronto puis à Uxbridge, autre ville de l'Ontario.

## Bande originale
Albums de Mogwai
Every Country's Sun
(2017)
La musique du film est composée par le groupe de post-rock écossais Mogwai.

### Liste des titres
Toutes les chansons sont écrites et composées par Mogwai.
| 1.    | Eli's Theme                | 3:23 |
| 2.    | Scrap                      | 2:51 |
| 3.    | Flee                       | 4:57 |
| 4.    | Funeral Pyre               | 3:19 |
| 5.    | Donuts                     | 6:24 |
| 6.    | Miscreants                 | 3:06 |
| 7.    | Guns Down                  | 6:19 |
| 8.    | KIN                        | 7:18 |
| 9.    | We're Not Done (End Title) | 4:15 |
| 41:52 |                            |      |

### Classements
| Pays et classement (2018)     | Meilleure position |
| ----------------------------- | ------------------ |
| Belgique (Flandre Ultratop)   | 88                 |
| Écosse (OCC)                  | 7                  |
| Royaume-Uni (UK Albums Chart) | 44                 |

## Accueil

### Critique
Aux États-Unis, le film reçoit globalement de mauvaises critiques. Sur l'agrégateur américain Rotten Tomatoes, il n'obtient que 30% d'opinion favorable pour 73 critiques et une note moyenne de 4,9⁄10. Sur Metacritic, il décroche une moyenne de 35⁄100 pour 20 critiques.
En France, les critiques sont également mitigées. Sur le site Allociné, qui compile 8 titres de presse, il obtient une note moyenne de 2,5⁄5.

### Box-office
Dès sa sortie sur le sol américain, le film connaît un faible accueil du public. Malgré sa présence dans plus de 2000 salles à travers les États-Unis, il n'enregistre que 3 millions de dollars pour son premier week-end d'exploitation. L'échec est également mondial, le film ne rapporte qu'un peu plus de 10 millions de dollars soit bien moins que son budget de production.
| Pays ou région    | Box-office      | Date d'arrêt du box-office | Nombre de semaines |
| ----------------- | --------------- | -------------------------- | ------------------ |
| États-Unis Canada | 5 718 096 $     | 27 septembre 2018          | 4                  |
| France            | 353 453 entrées |                            |                    |
| Mondial           | 10 023 153 $    | -                          | -                  |